# استان آمور

استان آمور در نقشهٔ روسیه.

استان آمور (به روسی: Аму́рская о́бласть، ت. «آمورسکایا اوبلاست») یکی از واحدهای فدرالی روسیه است.
استان آمور با جمعیت ۸۳۰٬۱۰۳ نفر (آمار ۲۰۱۰) در ۸ هزار کیلومتری خاور مسکو قرار گرفته است. مرکز آن «شهر بلاگووشچنسک بوده و رودهای اصلی آن آمور و زیا هستند.
بلاگووشچنسک از قدیمی‌ترین سکونتگاه‌های انسانی در خاور دور است. این شهر به‌طور سنتی مرکزی برای بازرگانی و استخراج طلا بوده و است.

## تاریخچه
نخستین موج مهاجران روس به این منطقه در سده ۱۷ میلادی وارد شد. ایشان از سرمای مناطق شمالی‌تر گریخته و به آمور وارد شدند. رفتار روس‌ها نسبت به مردم بومی آمور چندان وحشیانه بود که روس‌های مهاجر برای مقابله با واکنش بومیان ناچار به درخواست پشتیبانی از منچوری شدند.
پس از جنگ تریاک که درهای امپراتوری منچوری رو به جهان خارج باز شد، کاشفان روس که بیشترشان کازاکهای روس و کشاورزان بودند به سوی آمور مهاجرت کردند.
واپسین موج مهاجرتی در زمان پایان یافتن ساخت راه‌آهن سراسری سیبری رخ داد.